# Apatania taiwanensis
Apatania taiwanensis är en nattsländeart som beskrevs av Kobayashi 1987. Apatania taiwanensis ingår i släktet Apatania och familjen Apataniidae. Inga underarter finns listade i Catalogue of Life.